# N638 (België)
De N638 is een gewestweg in de Belgische provincie Luik en de provincie Namen. De weg verbindt de N633 in Esneux met de N938 in Méan. In Méan gaat de weg over in de N938. De route heeft een lengte van ongeveer 32 kilometer.

## Plaatsen langs de N638
- Esneux
- Limont
- Hody
- Ouffet
- Jenneret
- Ama
- Ocquier
- Bonsin
- Méan